# Tríade de Charcot
Tríade de Charcot é o nome que se dá, em Medicina, ao conjunto dos três sinais e sintomas que levam à suspeição do diagnóstico de colangite, processo de infecção das vias biliares. É um epônimo em homenagem a Jean-Martin Charcot, médico francês que viveu de 1825 a 1893.
Os três sinais e sintomas da tríade de Charcot são:
- Icterícia, pigmentação amarelada da pele, mucosas e escleróticas por acumulação de bilirrubina.
- Dor abdominal em hipocôndrio direito
- Febre com calafrios.

Dá-se o nome de pêntade de Reynolds quando, para além da Tríade de Charcot, estiverem presentes hipotensão e alteração do estado mental.